# Karl-Heinz Deutsch

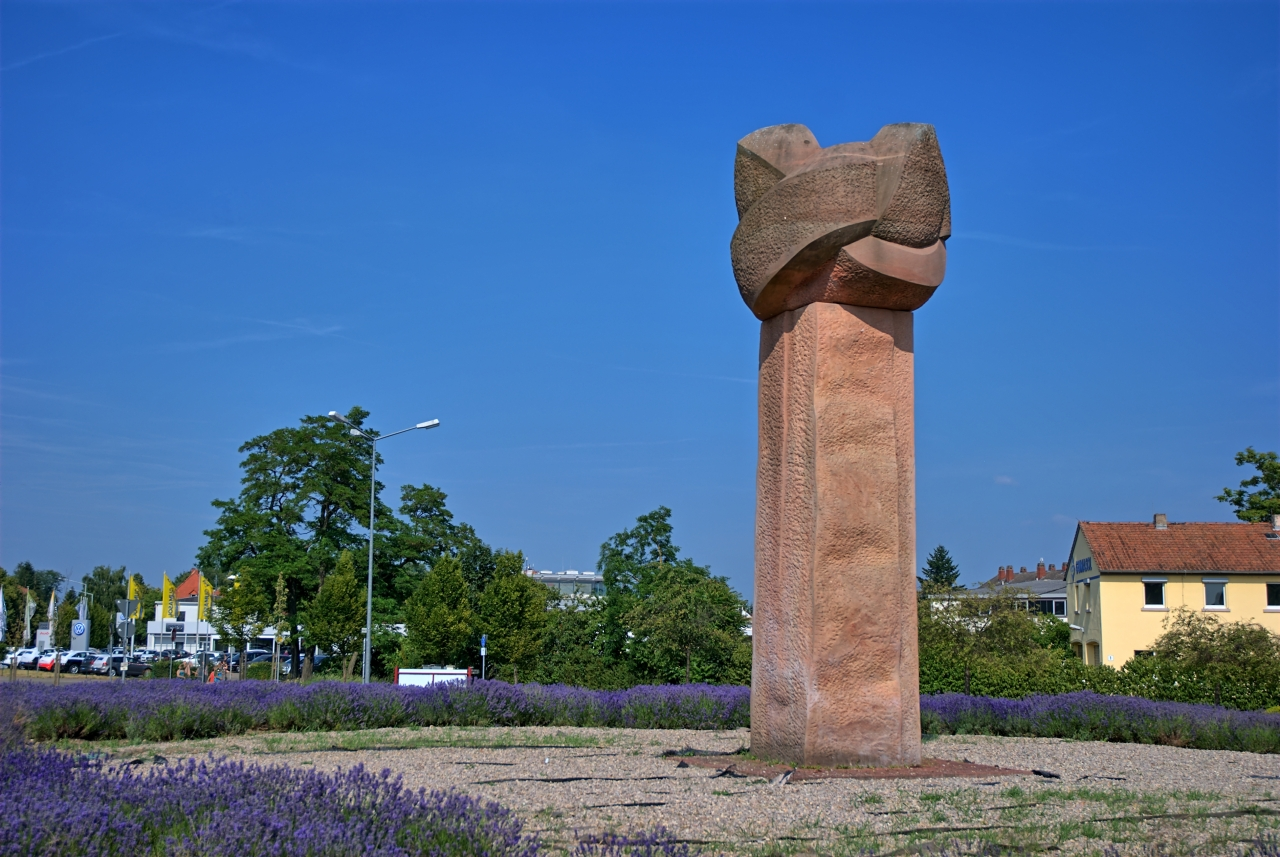
Skulptur Knotenpunkt (2002) in Germersheim, Pfälzer Buntsandstein, Höhe 6 Meter

Karl-Heinz Deutsch (* 26. März 1940 in Karlsruhe) ist ein deutscher Bildhauer.

## Leben
Nach einer Lehre als Keram-Modelleur von 1954 bis 1957 und sich anschließenden Gesellenjahren studierte Deutsch von 1960 bis 1965 an der Staatlichen Akademie der Bildenden Künste Karlsruhe bei Hans Kindermann und Fritz Klemm. Seit 1965 ist er hauptberuflich freischaffender Künstler. Er befasste sich intensiv mit Architektur und Bauplastik, so realisierte er über 75 Aufträge für Kunst am Bau, u. a. für das Gymnasium Wörth eine dreigeschossige Betonreliefwand, für die Stadtbücherei im Reichardshaus, Ludwigshafen, ein Relief in Sichtmauerwerk oder für die Landesvertretung Rheinland-Pfalz, Berlin, einen Januskopf, Bronze, versilbert.
Seit 1965 erhielt er nebenberufliche Lehraufträge von verschiedenen Hochschulen. 1988 wurde zum Honorarprofessor an der Fachhochschule Rheinland-Pfalz, Abteilung Kaiserslautern bestellt.
Deutsch war Initiator, Organisator und Berater der internationalen Bildhauersymposien in Jockgrim, Kandel, Südliche Weinstraße, Rodalben und Schweinstal / Kaiserslautern. Seit 1977 war Deutsch Organisator der Kunstausstellungen im Zehnthaus Jockgrim. In den Jahren von 2005 bis 2011 war er 1. Vorsitzender des Kuratoriums für Kunst und Denkmalpflege e. V., Zehnthaus Jockgrim.
Deutsch lebt in Jockgrim, seit 2001 hat er ein Atelier im Fronte Lamotte in der Festung Germersheim, Germersheim. Im Jahre 2010 übereigneten er und seine Frau der Stadt Germersheim 44 Kunstwerke, die die Grundlage des neuen Skulpturenmuseums der Stadt im Fronte Lamotte bilden.
Deutsch ist Mitglied der Pfälzischen Sezession, in deren Vorstand er von 2000 bis 2007 tätig war.

### Auszeichnungen
- 1972 Pfalzpreis für Plastik
- 1978 Förderpreis des Landes Rheinland-Pfalz
- 1997 Kunstpreis der Vereinigung Pfälzer Kunstfreunde (VPK) mit Picasso Medaille[3]
- 2010 Ehrenmedaille der arbeitsgemeinschaft pfälzer künstler (apk)[4]
- 2017 Bundesverdienstkreuz am Bande

### Einzelausstellungen (Auswahl)
- 1994 Zehn Jahre danach – Der Maler Gerd Ditz und der Bildhauer Karl-Heinz Deutsch in der Villa Streccius, Kunstverein Villa Streccius, Landau/Pfalz, 17. Dezember 1994 bis 15. Januar 1995
- 2010 Weiß in Weiß, Kunstverein Germersheim, Zeughaus Germersheim, 27. Februar bis 28. März 2010

## Werk
Deutsch beschäftigt sich seit Jahren mit den Themen Stelen, Knoten und Köpfe und findet dabei vielfältige Lösungen und Ausdrucksformen. Er arbeitet vorwiegend in Stein und Bronze; 2010 stellte er erstmals auch Gips-Skulpturen aus.

„Oft finde ich zu Ur-Formen, freien Zeichen und Symbolen für die menschliche Figur, für Köpfe, Knoten und Stelen. Sie erreichen durch Materialhaftigkeit ihren eigenen Ausdruck, der sich entwickeln und zeitlos Bestand haben soll.“

„Karl-Heinz Deutsch ist ein klassisch zu nennender Bildhauer,
für den die plastischen Werte von Volumen, Masse, Raum immer verbindlich bleiben
bei aller Experimentierfreude mit komplexen, organischen und tektonischen Formen wie auch
kontrastreichen Materialkombinationen, Terrakotta und Stahl, Granit und Stahl.“

Zahlreiche seiner Arbeiten schuf Deutsch im Rahmen von internationalen Bildhauersymposien, u. a. in Bad Kreuznach (1974/75); Universität Kaiserslautern (1982); Triest, Italien (1986); Bürgerpark, Jockgrim / Pfalz (1989); Kandel / Pfalz (1993); Kreis Südliche Weinstraße (1994); Rodalben (1995); Fronte Beckers, Germersheim (1997); Alter Friedhof, Pirmasens (1998); Lauterburg (1999); Steine am Fluss / Obermosel (2001); Lantershofen/Bad Neuenahr-Ahrweiler (2002); Schweinstal / Kaiserslautern (2005); Portorož, Slowenien (2008).

### Arbeiten im öffentlichen Raum

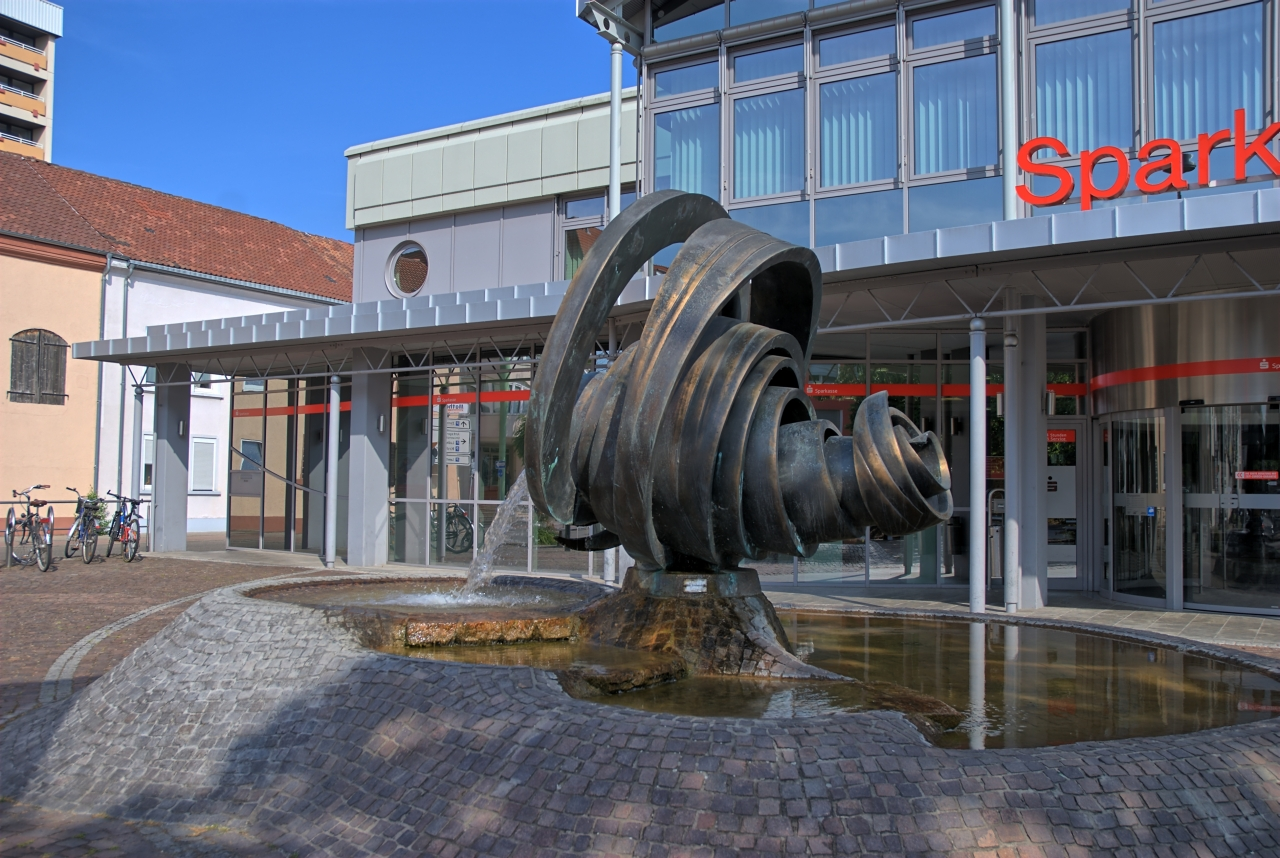
Zinsspirale (1986). Germersheim
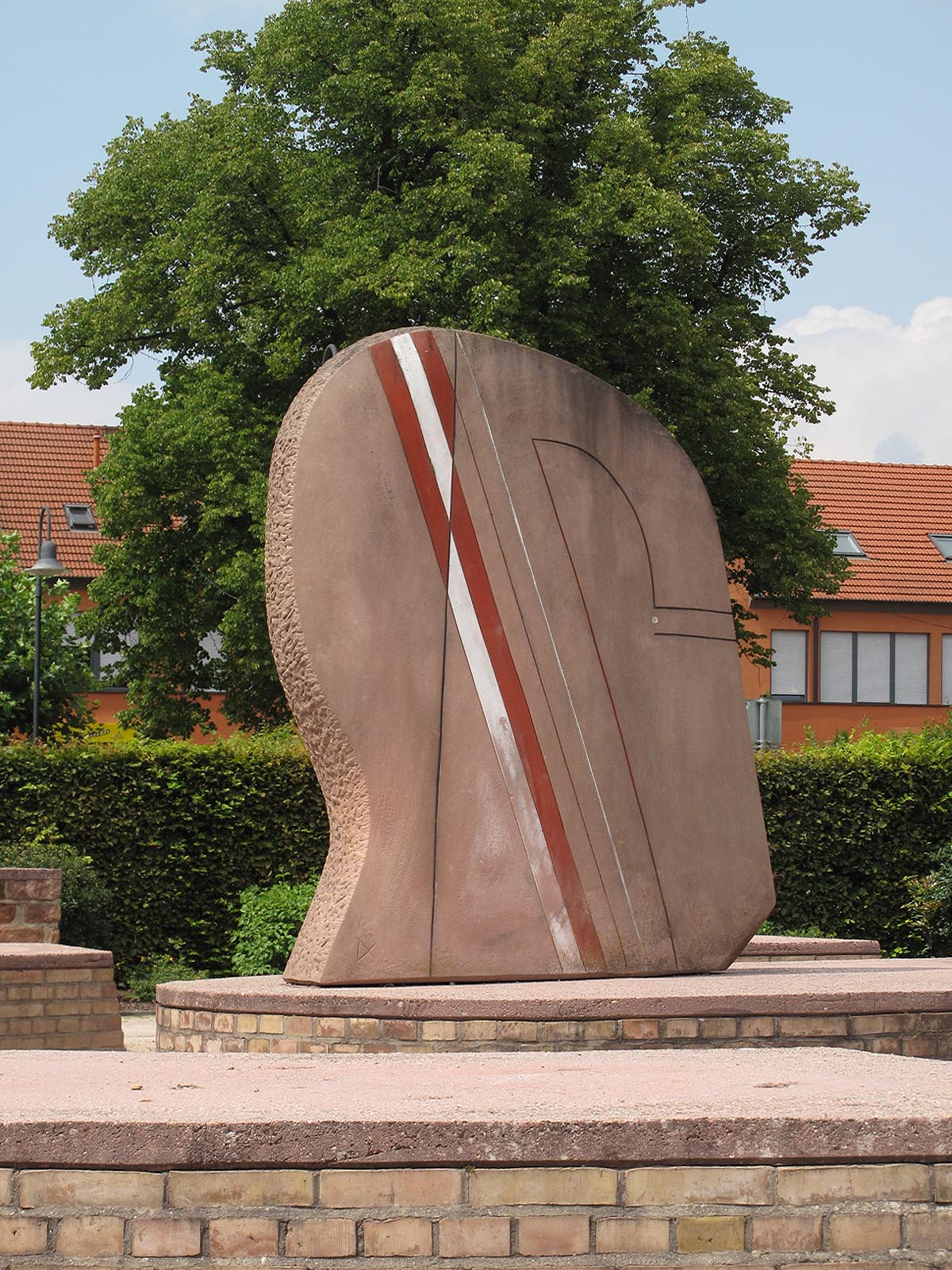
Philosophenkopf (1992). Jockgrim
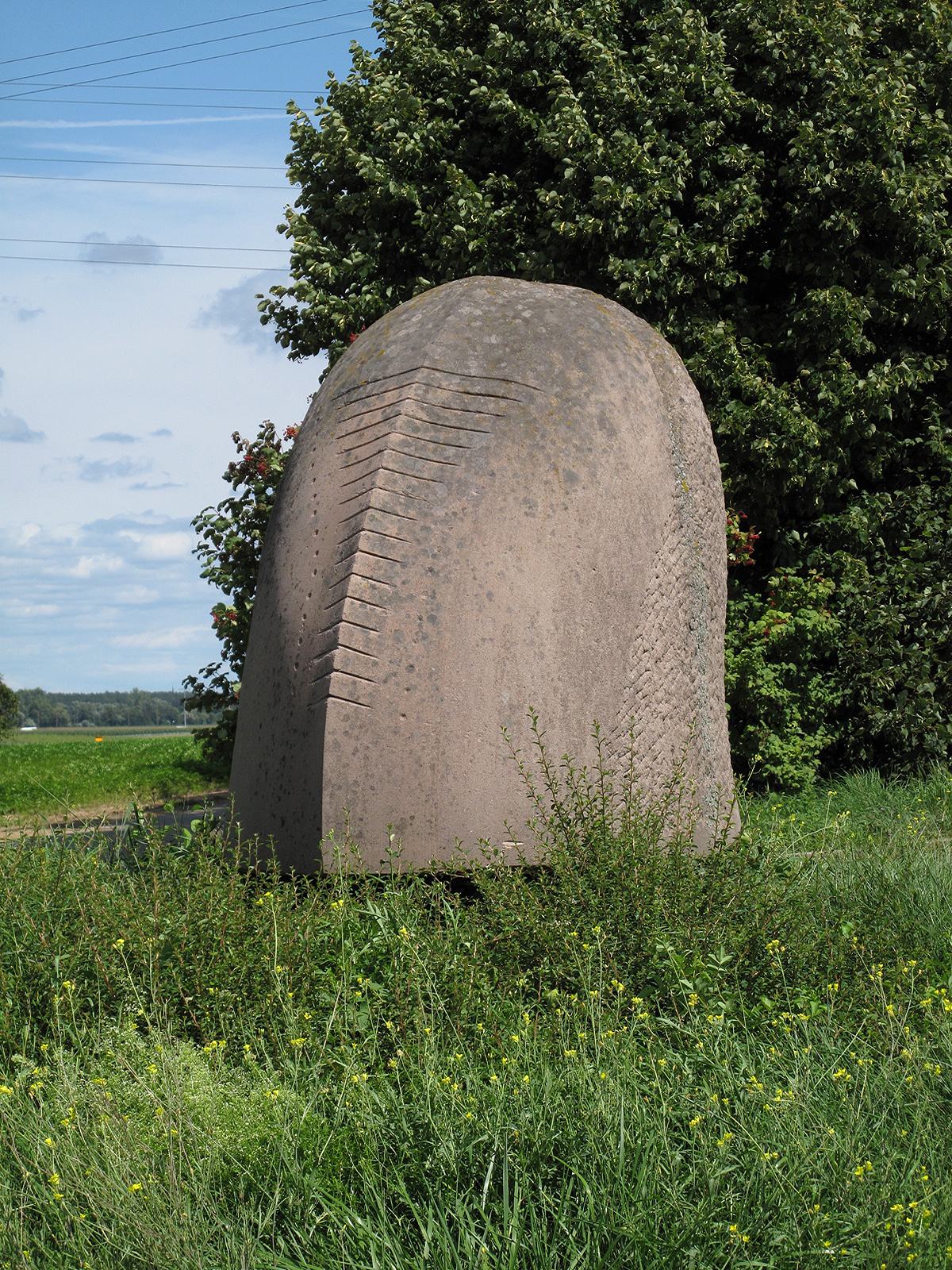
Helm-Kopf (1993). Skulpturenweg Kandel
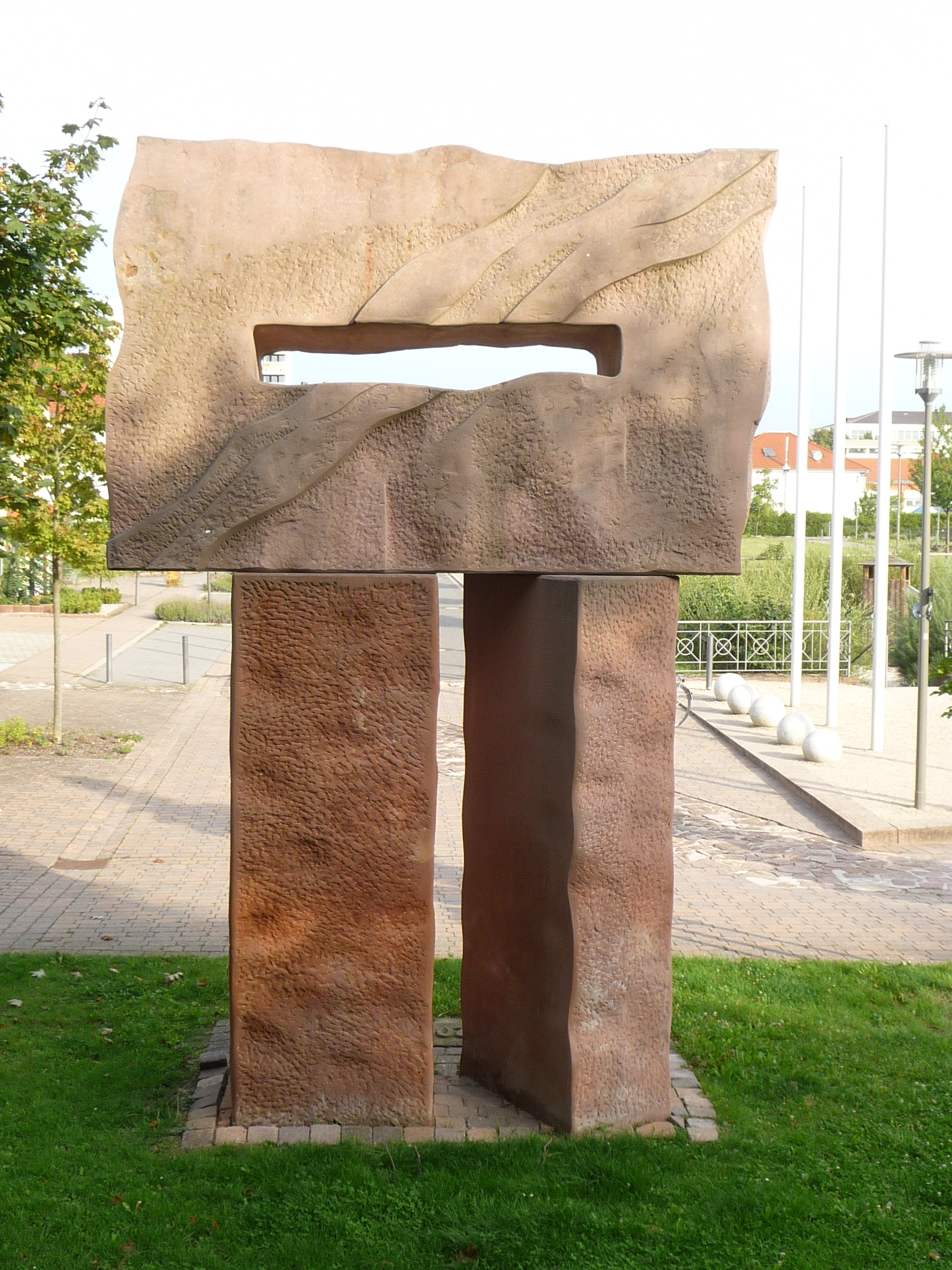
Fenster zur Stadt (2001). Germersheim
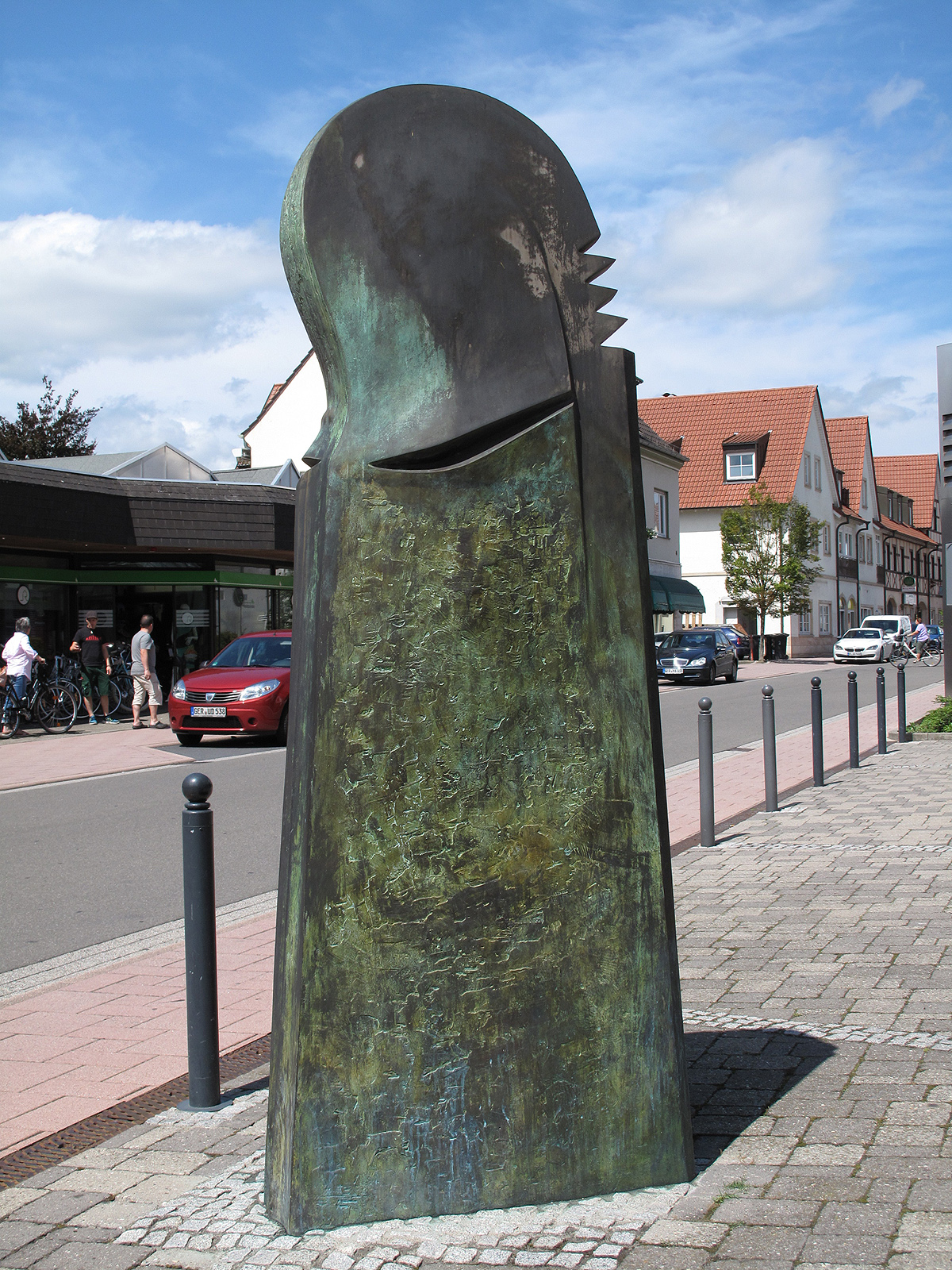
Wächter (2008). Kandel

- 1964 Reliefwand, Festhalle Herxheim (innen)
- 1976: Wandrelief am Gymnasium Wörth
- 1977/79 Betonreliefs und Brunnen, Rathaus der Verbandsgemeinde Offenbach an der Queich (teilweise innen)
- 1984 Großer Visierkopf, Aluminium, farbig gefasst. Standort: Korb[14]
- 1986 Zinsspirale, Brunnen aus Bronze. Auftrag der Sparkasse Germersheim-Kandel, Germersheim
- 1989 Stuhl, Sandstein. Anlässlich des internationalen Bildhauersymposions in Jockgrim. Standort: Bürgerpark in Jockgrim[15][16]
- 1992 Philosophenkopf, vor der Verbandsgemeindeverwaltung Jockgrim
- 1992 Abschlussköpfe, an der Seitenwand des Verwaltungsgebäudes der VG Jockgrim
- 1993 Helm-Kopf, Feuerwehrhaus, Kandel, Landauer Str.
- 1994 Verknotungen, Sandstein. Luitpoldstr., Essingen / Südliche Weinstraße
- 1995 Beilkopf, Sandstein. Rodalben, Ortsausgang nach Münchweiler
- 1997 Kubus, Sandstein, Fronte Beckers, Festung Germersheim[17]
- 1998 Großer Beilkopf, Sandstein und Corten-Stahl. Standort: Skulpturenweg Oberwesel[18]
- 1998 Große Kopfform, Stein. Alter Friedhof, Pirmasens[10]
- 2001 Kopf-Fragment. Anlässlich des Bildhauersymposions Steine am Fluss Obermosel. Standort: Wasserliesch[19]
- 2001 Fenster zur Stadt, Sandstein. Stadtpark Fronte Lamotte, Germersheim
- 2002 Knotenpunkt. Sandstein. Standort: Kreiselkunstwerk Konrad-Adenauer-Str. / Josef-Probst-Str. / Sondernheimer Str., Germersheim
- 2002 Großer Philosoph. Bad Neuenahr[20][21]
- 2005 Visier-Kopf. Anlässlich des Bildhauersymposiums 2005. Standort: Gelterswoog, Kaiserslautern-Hohenecken[22]
- 2008 Kopfscheibe. Anlässlich des Bildhauersymposiums 2008, Portorož, Slowenien